# 1950 en Belgique
Chronologie de la Belgique
- 1946
- 1947
- 1948
- 1949
- 1950
- 1951
- 1952
- 1953
- 1954

Cette page concerne des événements d'actualité qui se sont produits durant l'année 1950 du calendrier grégorien, en Belgique.

## Chronologie

### Mars
- 12 mars : consultation populaire sur le retour du Roi Léopold III. Plus de 57 % de votants se prononcent en faveur du retour du Roi. Cette consultation révèle une fracture nette entre les deux principaux groupes linguistiques du pays, 72,2 % des Flamands se montrant favorables au retour du souverain alors que 58 % des Wallons et 52 % des Bruxellois se déclarent contre[1],[2].

### Avril
- 29 avril : le régent Charles dissout le Parlement[3]

### Mai
- 11 mai : La catastrophe de Trazegnies fait 39 morts après un coup de grisou dans un charbonnage.

### Juin
- 4 juin : élections législatives. Le Parti social-chrétien obtient la majorité absolue des sièges au Parlement[4].
- 8 juin : installation du gouvernement Duvieusart (Parti social-chrétien)[1].

### Juillet
- 22 juillet : retour du roi Léopold III en Belgique[5].
- 30 juillet : à Grâce-Berleur, une manifestation contre le retour du roi Léopold III se termine mal. La gendarmerie tire sur des manifestants, dont quatre perdent la vie[6].

### Aout

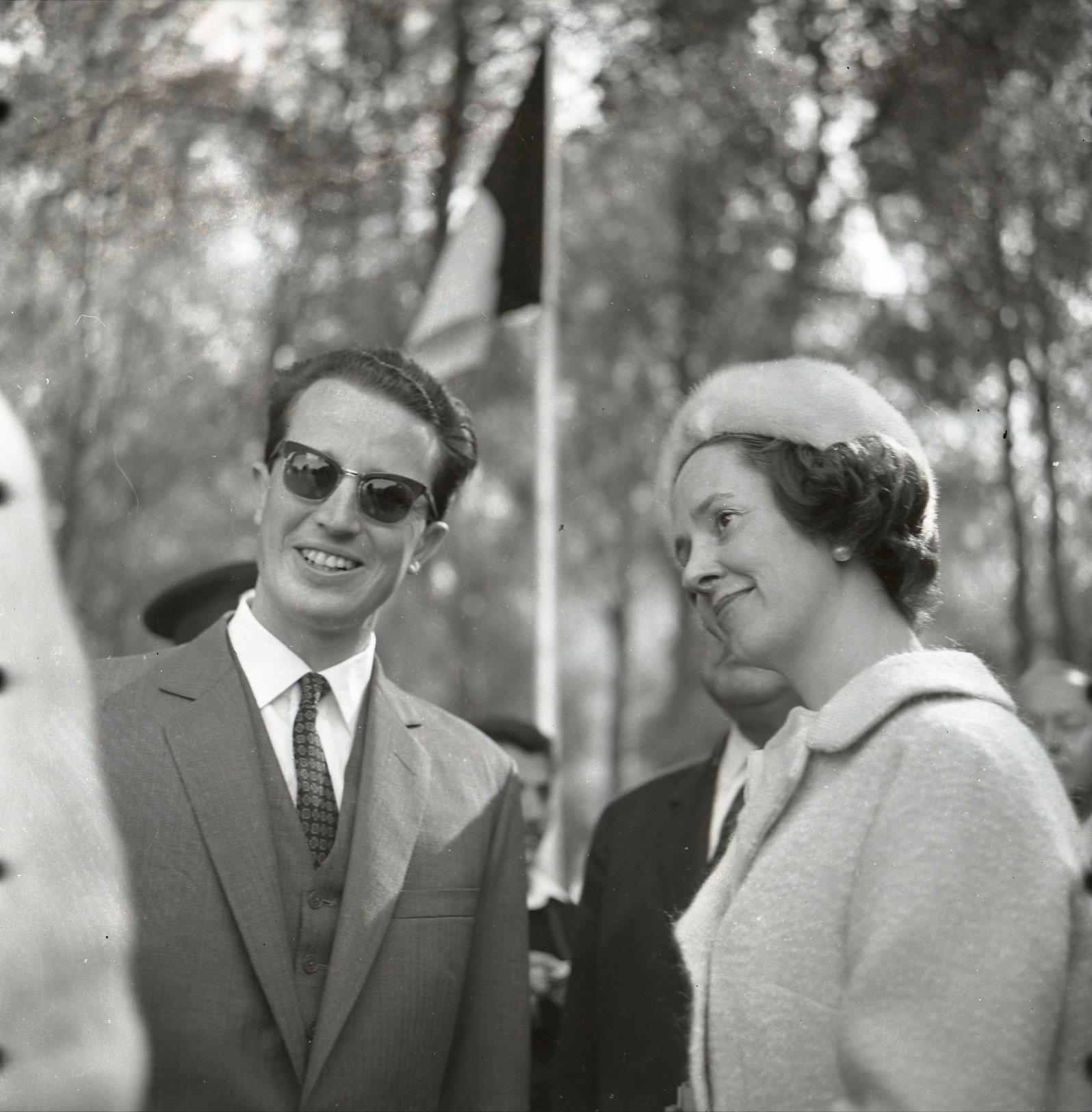
Baudouin 1er devient Roi des Belges, succédant à Léopold III.

- 1er août : le roi Léopold III fait annoncer la délégation de ses pouvoirs à son fils Baudouin, alors âgé de 20 ans[1].
- 8 août : le commandant du fort de Breendonk durant la guerre, l'Allemand Philipp Schmitt, est exécuté par un peloton d'exécution à Hoboken. Il est le dernier condamné à mort à avoir été effectivement exécuté en Belgique.
- 11 août :
  - Baudouin de Belgique prête serment en tant que prince royal[6]. Alors qu'il est sur le point de prêter serment, plusieurs parlementaires communistes crient « Vive la République ! ».
  - Le gouvernement Duvieusart présente sa démission au prince royal[7].
- 16 août : installation du gouvernement Pholien (Parti social-chrétien)[7].
- 18 août : assassinat de Julien Lahaut, président du Parti communiste de Belgique, à Seraing[8].
- 26 août : en ce qui concerne la guerre de Corée, le gouvernement se range du côté des Américains et décide de constituer un « Corps de Volontaires pour la Corée » (CVC)[9].

### Décembre
- 20 décembre : à Anvers, un contingent de 600 soldats belges à destination de la Corée (CVC) embarque à bord du Kamina[10],[11].

## Culture

### Bande dessinée
Albums parus en 1950 :
- 4 aventures de Spirou et Fantasio de Franquin.
- Le Dompteur de taureaux de Willy Vandersteen.
- L'Île aux perles de Sirius.
- Lambiorix roi des Éburons de Willy Vandersteen.
- Lambique chercheur d'or de Willy Vandersteen.
- L'Oiseau blanc de Willy Vandersteen.
- Le Pharaon des cavernes de Sirius.
- La Revanche des Fils du Ciel de Jean-Michel Charlier et Victor Hubinon.
- Le Secret de l'Espadon d'Edgar P. Jacobs.
- Tintin au pays de l'or noir d'Hergé.

### Cinéma
- Les anges sont parmi nous d'Émile-Georges De Meyst et William Magnin.
- Le Mariage de mademoiselle Beulemans d'André Cerf.

### Littérature
- Prix Victor-Rossel : André Villers, La Griffe du léopard.
- À chacun selon sa faim, pièce de Jean Mogin[12].
- Le Jeu secret, roman fantastique de Thomas Owen[13].
- La Poétique et Le Veilleur, recueils de René Verboom[14].

#### Romans deGeorges Simenon
- L'Amie de madame Maigret.
- L'Enterrement de Monsieur Bouvet.
- Maigret et la Vieille Dame.
- Un nouveau dans la ville.
- Les Volets verts.

## Sciences
- Prix Francqui : Paul Harsin (histoire, ULg)[15].

## Sports
- Du 23 au 27 août : championnats d'Europe d'athlétisme au stade du Heysel (Bruxelles).

## Naissances
- 14 février : Raymond van het Groenewoud, chanteur.
- 19 mars : Steve Houben, saxophoniste de jazz.
- 20 mars : Kris De Bruyne, chanteur.
- 30 mars : Mia De Vits, femme politique.
- 19 avril : Marc Demeyer, coureur cycliste († 20 janvier 1982).
- 3 juin : Frédéric François, chanteur.
- 19 octobre : Frans van den Wijngaert, arbitre de football.

## Décès
- 24 avril : Pierre Theunis, sculpteur (° 1er mai 1883).
- 4 août : Georges-Émile Lebacq, peintre (° 26 septembre 1876).
- 18 août : Julien Lahaut, homme politique (° 6 septembre 1884).
- 31 décembre : Jules Buysse, coureur cycliste (° 13 août 1901).